# La Vellés
La Vellés és un municipi de la província de Salamanca a la comunitat autònoma de Castella i Lleó. Limita al Nord amb Arcediano i Aldeanueva de Figueroa, a l'Est amb Pajares de la Laguna, Villaverde de Guareña i Pedrosillo el Ralo, al Sud amb Castellanos de Moriscos, al Sud-oest amb San Cristóbal de la Cuesta i Monterrubio de Armuña i a l'Oest amb Carbajosa de Armuña (Castellanos de Villiquera) i Negrilla de Palencia.

## Demografia

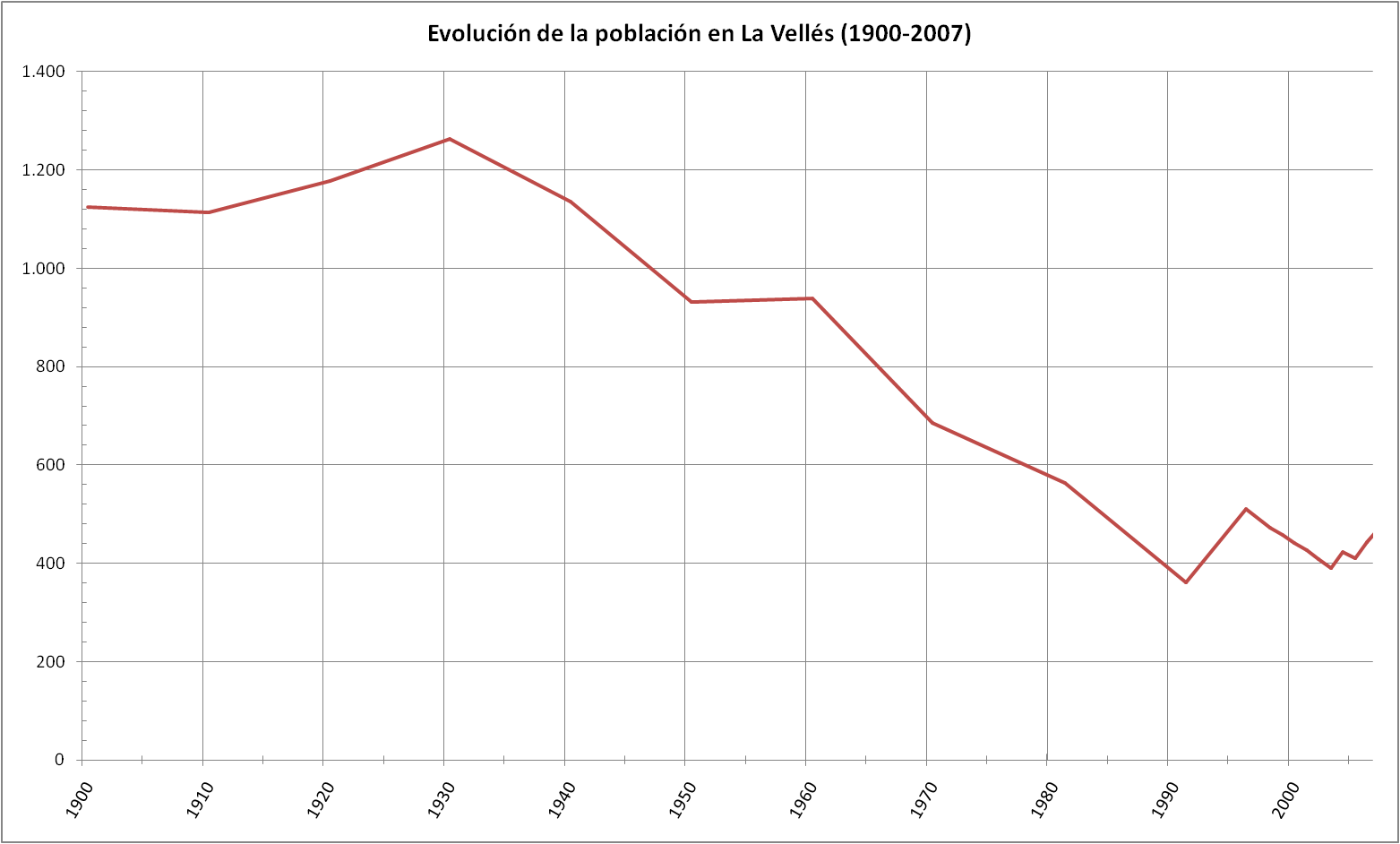
Evolució demogràfica de La Vellés (1900-2007)

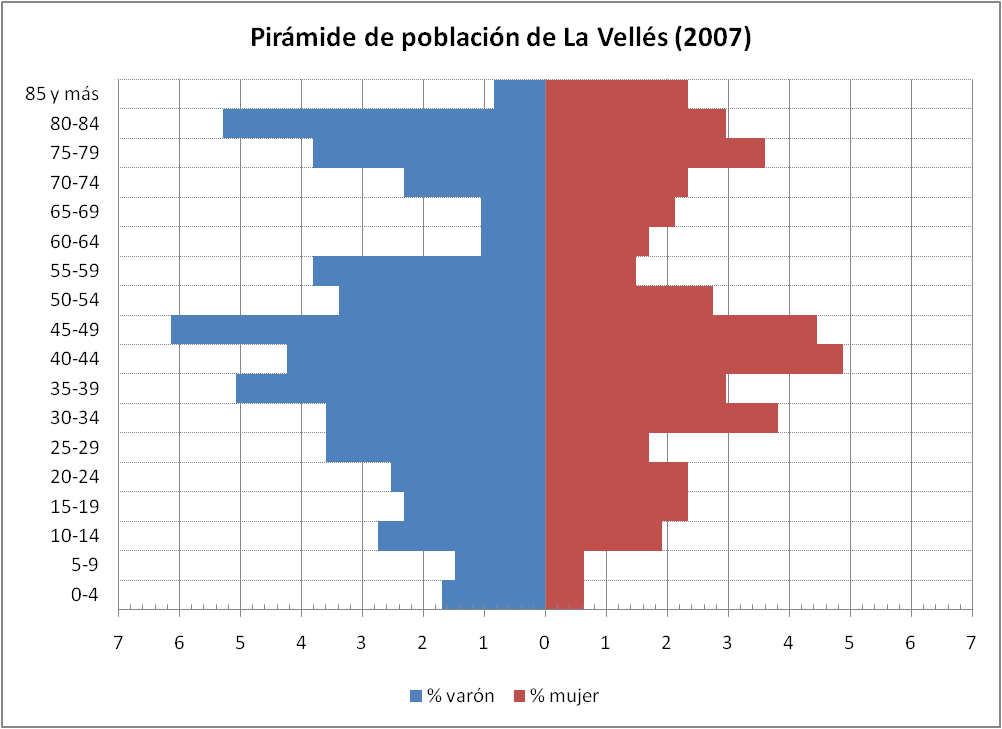
Pirámide de població de La Vellés en 2007

| 1991 | 1996 | 2001 | 2004 |
| ---- | ---- | ---- | ---- |
| 433  | 511  | 422  | 424  |